# Louis Pénicaud
Jean-Baptiste, Michel, Marie, Louis Pénicaud M.E.P. né le 14 mai 1874 à Limoges et mort le 19 janvier 1943 à Saïgon (Cochinchine), est un missionnaire français qui fut vicaire apostolique en Chine.

## Biographie

### Formation
Il naît à Limoges dans une famille très pieuse de la paroisse Saint-Pierre. Par sa mère, il est parent de Mgr Gay, auxiliaire du cardinal Pie, et auteur d'ouvrages de spiritualité. Deux de ses quatre frères deviendront l'un bénédictin et l'autre prêtre du diocèse de Limoges. Il a aussi une sœur. Il poursuit ses études secondaires au collège ecclésiastique de Limoges, puis au grand séminaire de la ville. Il passe en octobre 1894 à celui des Missions étrangères de Paris, rue du Bac. Il y est ordonné prêtre le 5 mars 1898. Il est destiné au vicariat apostolique du Kouang-tong (province de Canton) et part le 11 mai 1898.

### Jeune missionnaire
Louis Pénicaud arrive à Canton un peu plus d'un mois plus tard. Le vicaire apostolique, Mgr Chausse (zh) l'envoie étudier le cantonais auprès du père Antoine Fourquet, chef du district de Sanhing, à l'ouest de Canton. En 1899, M. Louis Pénicaud est envoyé autour de Tongkoun, à l'est de Canton. En décembre 1899, il est envoyé à Tonghing près de la frontière du Tonkin auprès du père Grandpierre, qui est seul dans cette région des chrétientés des Cent Mille Monts.
Vers la fin de 1900, Louis Pénicaud est nommé à la procure de Swatow et s'occupe des postes autour de la ville. En 1902, il dirige le district de Ling-shan au nord ouest de Pakhoi, port commercial ouvert aux étrangers depuis les années 1870. Il construit une résidence à Tsaply (Tchapli), centre du district du Hoppou, où il installe son vicaire; en août 1904, il s'installe à Ping-ti-tong et doit affronter des incursions de bandes armées. Une fois la paix revenue quelques mois plus tard, il bâtit une chapelle et une résidence à San-tin-po et s'occupe des catéchumènes des districts de Ling-shan et de Yam-tchao.
En 1906, sa résidence est pillée et ses convertis connaissent diverses formes de persécutions, tandis que les Pavillons noirs parcourent la région. En 1907, un grand nombre de chrétiens partent se réfugier à la mission de Pakhoi et à l'île de Waichow (Weizhou aujourd'hui). Dans leur fuite sept chrétiens sont massacrés. En 1908, Louis Pénicaud ne peut toujours pas rentrer dans son district mis à feu et à sang et s'installe donc à Lien-tchéou, au nord de la province. En 1909, il part pour l'île de Haïnan, où il n'y a alors que très peu de chrétiens. Il fixe son lieu de résidence à Hoi-hao (plus tard Hoihow, et aujourd'hui Haikou), port le plus important de l'île, où il construit une modeste chapelle et une maison. Le 19 mars 1910, un groupe de sœurs de Saint-Paul de Chartres viennent y fonder un ouvroir en s'occupant de l'hôpital et d'un orphelinat de filles, puis ouvrent une école de filles.
Lorsque la Première Guerre mondiale éclate, Louis Pénicaud est mobilisé et envoyé en France en 1915. Il est d'abord affecté dans un hôpital de Limoges comme infirmier et aumônier interprète auprès des travailleurs immigrés chinois, pour la plupart originaire de la région de Wenchow. Lorsqu'il est démobilisé en 1919, il est vicaire d'une paroisse de la banlieue de Limoges en attendant son retour en Chine.

### Retour en Chine

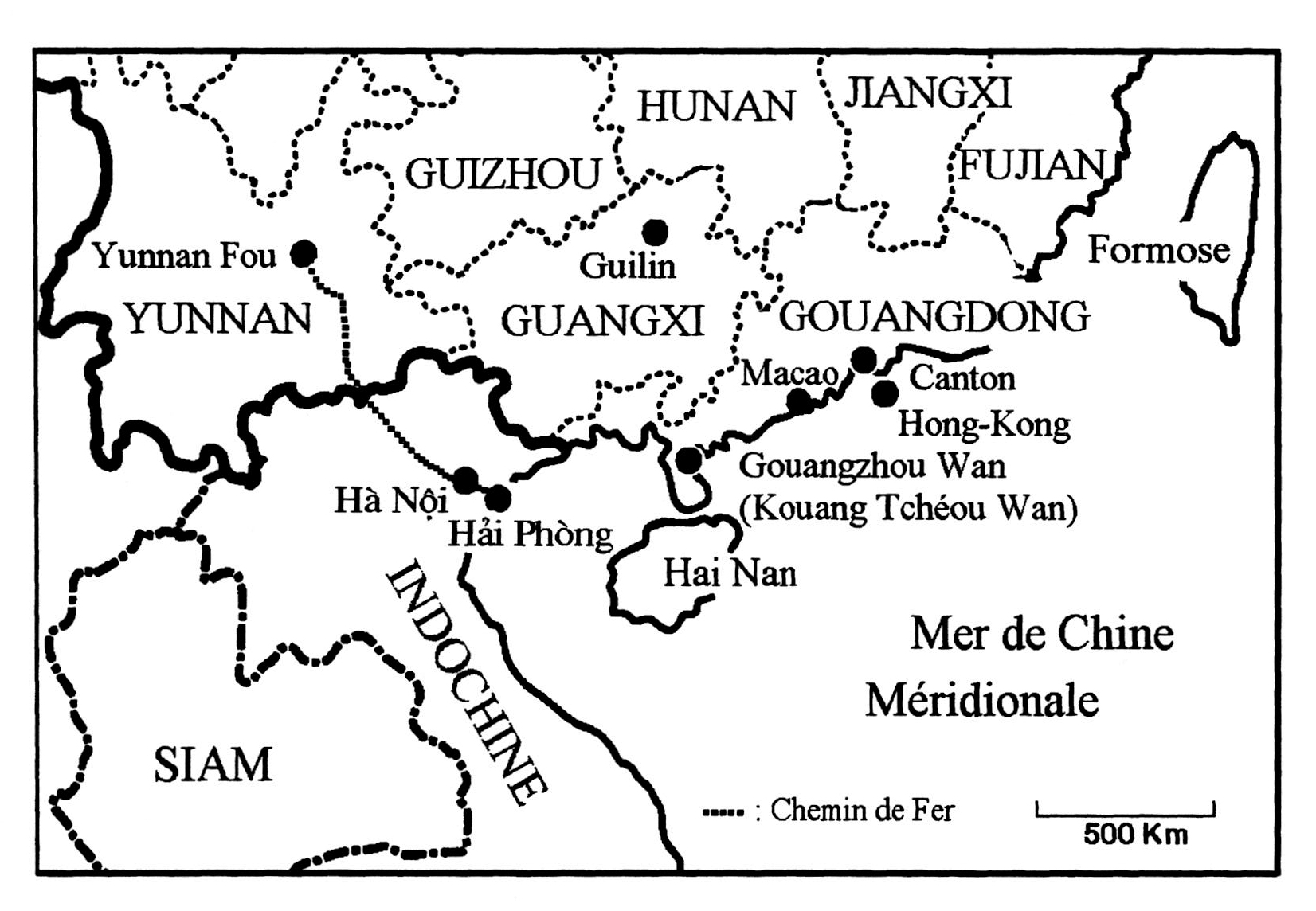
Carte de la région.

En 1920, il retrouve sa mission, puis passe par Fort-Bayard, pour se mettre à l'étude du dialecte de cette région. Mgr de Guébriant lui confie alors le nouveau district de Topi. Il est appelé à Waichow où il fonde un petit séminaire en vue de l'érection d'un nouveau vicariat apostolique.
Le nouveau vicariat apostolique du Kouang-tong occidental et de Hainan est donc érigé en 1921 et confié à Mgr Auguste Gauthier (zh)  qui choisit le père Pénicaud comme provicaire et supérieur du petit séminaire. En novembre 1922, Louis Pénicaud prend part à la conférence épiscopale de Hong-Konɡ. En 1925, lorsque Mgr Gauthier part effectuer sa visite ad limina, il devient administrateur du vicariat, jusqu'à son retour en août 1926. En 1928, Mgr Gustave Deswazières est nommé comme nouveau vicaire apostolique de Pakhoi (nouveau nom du vicariat), mais il démissionne à peine quelques mois plus tard en novembre pour raisons de santé et Louis Pénicaud devient alors administrateur apostolique. Il est nommé vicaire apostolique de Pakhoi le 16 décembre 1929 et évêque in partibus d'Assus (de). Cependant, il doit rapidement rentrer en France se faire opérer de la cataracte et en profiter pour prendre part à l'assemblée générale des Missions étrangères de Paris en juillet 1930. Il est sacré évêque le 9 novembre 1930 dans la cathédrale de Limoges, par Mgr de Guébriant lui-même. Il est de retour dans sa mission de Pakhoi en mai 1931. Il se fait aider des toutes nouvelles sœurs catéchistes missionnaires chinoises de Marie Immaculée pour l'hôpital et l'orphelinat. Mgr de Guébriant lui rend visite en janvier 1932 au moment de sa grande tournée d'inspection des missions d'Asie. Son séminaire compte alors une quinzaine d'élèves et il envoie des séminaristes au collège général de Penang.

### Vicaire apostolique dans la guerre
Le nouvel évêché-procure est inauguré en septembre 1933 à Pakhoi pouvant accueillir tous les missionnaires de la région pour leur retraite annuelle. En janvier 1937, Mgr Pénicaud participe à Canton au synode des ordinaires de la Chine méridionale et au congrès d'Action catholique qui suit. Mais la Chine connaît la tourmente de l'invasion japonaise. Pakhoi est bombardée, ainsi que d'autres missions et la piraterie reprend. Des chrétiens dans des postes de missions sont soumis à des persécutions. En septembre 1938, en raison de son état de santé, Mgr Pénicaud nomme deux vicaires délégués, MM. Cellard et Poulhazan, l'un pour l'est et l'autre pour l'ouest du vicariat.
En mars 1939, Mgr Pénicaud préside le sous-comité d'aide pour les réfugiés chinois arrivés à Pakhoi. Quatre camps de réfugiés sont ouverts. La guerre et les bombardements aériens s'intensifiant, il accueille même un certain nombre de réfugiés dans les cours de l'hôpital et à l'évêché. Le 20 octobre 1939, une bombe tombe au milieu du jardin de l'évêché et blesse un certain nombre de personnes.
À la fin de février 1940, le Saint-Siège accepte la démission de Mgr Pénicaud presque aveugle et le retour de Mgr Deswazières à la tête du vicariat de Pakhoi. Il part se retirer au sanatorium de Béthanie à partir du 5 juillet 1940. Les Japonais occupent le Tonkin en septembre 1940 et envahissent Hong-Kong en décembre 1941, s'emparant de la maison de Béthanie et chassant les missionnaires. Après un passage à Hanoï, Mgr Pénicaud se réfugie à Saïgon, où Mgr Cassaigne lui donne l'aumônerie d'un couvent. Il meurt à la clinique Saint-Paul  de Saïgon le 19 janvier 1943.